# Campephaga phoenicea
Campephaga phoenicea е вид птица от семейство Campephagidae.

## Разпространение
Видът е разпространен в Бенин, Буркина Фасо, Камерун, Централноафриканската република, Чад, Демократична република Конго, Република Конго, Кот д'Ивоар, Еритрея, Етиопия, Гамбия, Гана, Гвинея, Гвинея-Бисау, Кения, Либерия, Мали, Нигер, Нигерия, Сенегал, Сиера Леоне, Южен Судан, Судан, Того и Уганда.